# Glorieuses
Souostroví Glorieuses (francouzské Îles Glorieuses doslova znamená Slavné nebo Blahoslavené ostrovy, úřední název Archipel des Glorieuses pak Souostroví Glorieuses, v angličtině známé též pod zkomoleným názvem Glorioso Islands, což by se dalo počeštit jako Gloriózy) je skupina ostrůvků a útesů na severním konci Mosambického průlivu. Největší ostrov Grande Glorieuse leží na 11°34′ j. š., 47°18′ v. d., 200 km severozápadně od Madagaskaru, 270 km severovýchodně od Komor a 740 km východně od severního pobřeží Mosambiku.
Ostrovy mají plochu 5 km² a patří k nim exkluzivní ekonomická zóna 48 350 km². Přístavy chybí, kotví se na moři. Na Grande Glorieuse je 1300 m dlouhá přistávací dráha pro letadla.

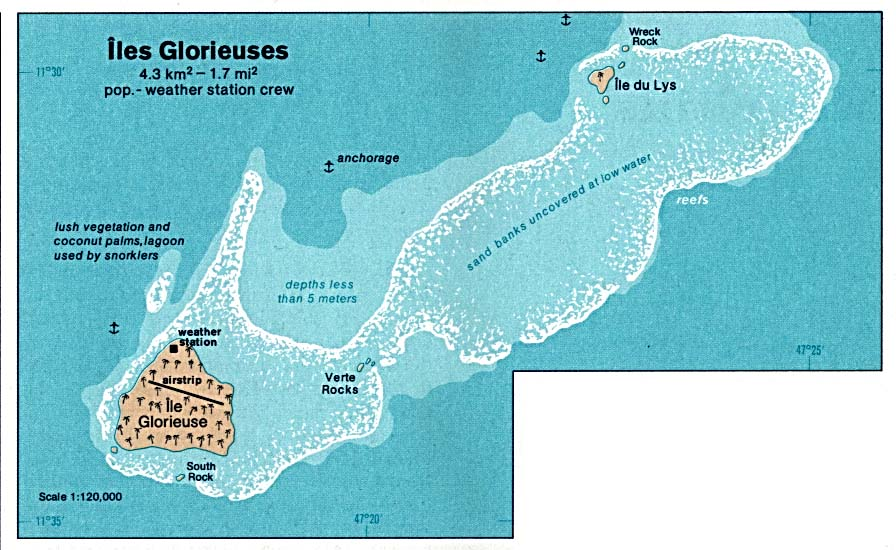
Mapa

Souostroví se skládá ze dvou ostrovů, Grande Glorieuse a Île du Lys (Liliový ostrov), a osmi skalnatých ostrůvků (Roches Vertes – Zelené skály). Pod hladinou je spojuje korálový útes, obklopující lagunu. Grande Glorieuse má asi 3 km v průměru, je hustě porostlá vegetací, hlavně zbytky kokosové plantáže a přesličníky (Casuarina).
Île du Lys, asi 8 km severovýchodně od Grande Glorieuse, je asi 600 m dlouhý, pokrytý písečnými dunami a křovinami, s mangrovovým porostem u břehů. Dříve se na něm těžily fosfáty (guano).
Ostrovům dal v roce 1880 jméno Francouz Hippolyte Caltaux, který se zde usadil a založil na Grande Glorieuse kokosovou a kukuřičnou plantáž. V roce 1892 se souostroví stalo francouzským územím. Mezi roky 1914 a 1958 byly vydávány koncese na využívání ostrovů seychelským společnostem.
Dnes jsou ostrovy přírodní rezervací s meteorologickou stanicí obsazenou francouzskými vojáky. Souostroví si nárokuje Madagaskar, Seychely a Komory.
Podnebí je tropické a povrch je nízký a plochý, s nadmořskou výškou nepřesahující 12 m. Île du Lys je hnízdištěm migrujících mořských ptáků a na plážích kladou vajíčka želvy.